# Parque Goal

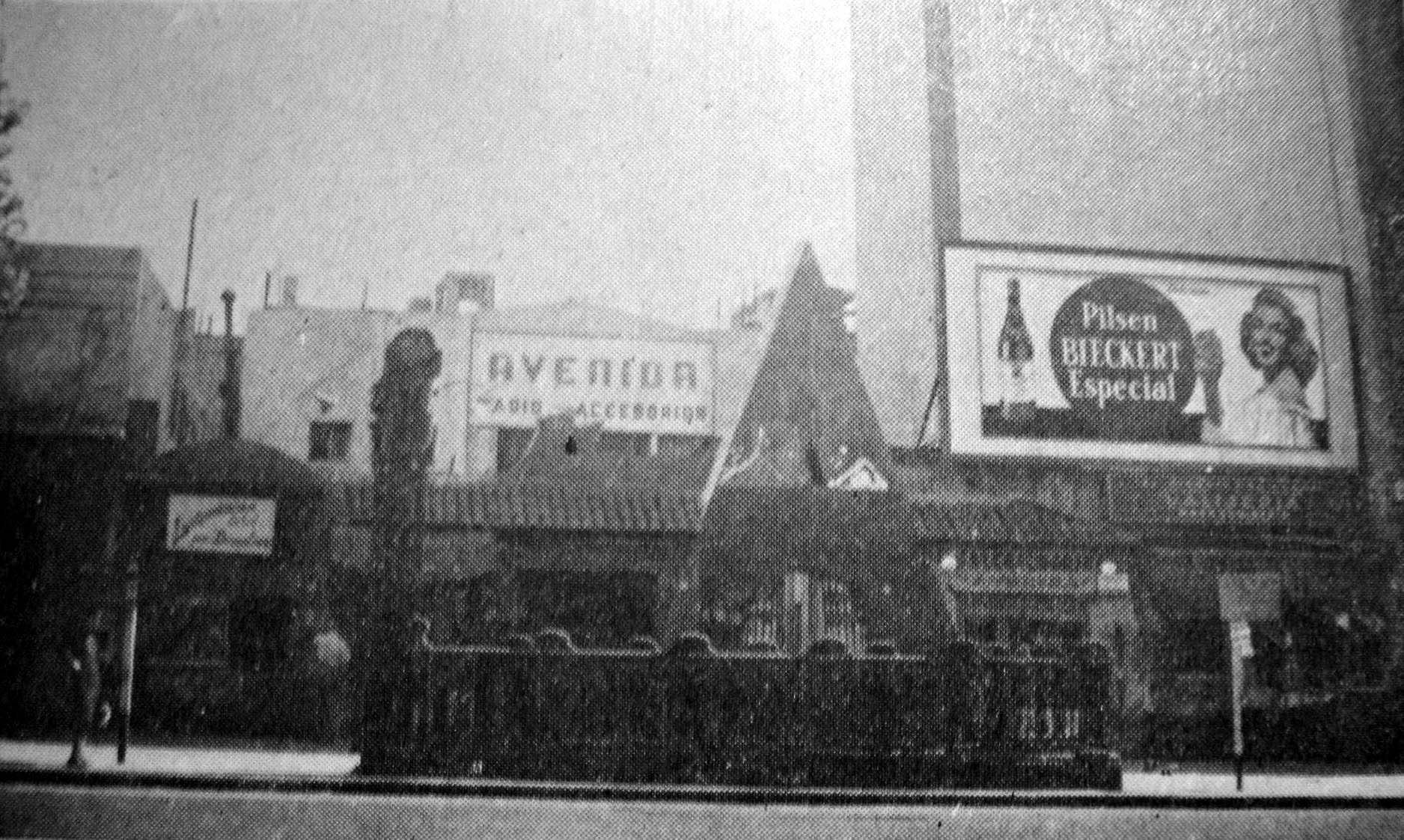
El Parque Goal en 1930.

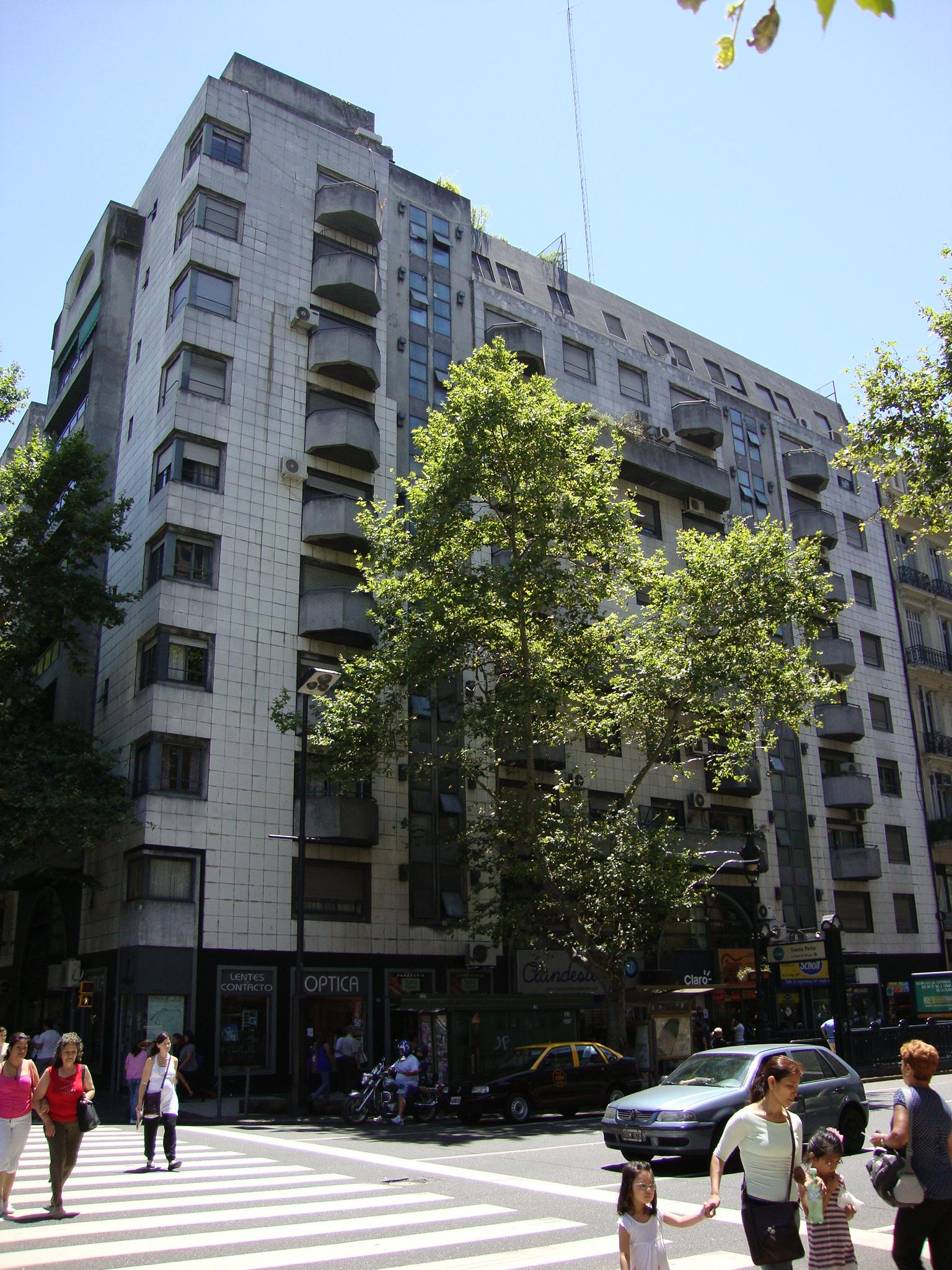
El edificio que se encuentra actualmente.

El Parque Goal fue una confitería y centro de espectáculos que se encontraba en la Avenida de Mayo, a metros de su desembocadura en la Plaza Lorea. Estaba en el barrio de Monserrat, en la ciudad de Buenos Aires, Argentina.

## Historia
El Parque Goal surgió en el año 1917, con el nombre de Gran Recreo Criollo, como confitería y bar. Su dueño era el empresario José Carnevale, y se levantó en el número el predio enfrentado al Edificio La Inmobiliaria que nunca fue ocupado por una construcción que respetara la normativa establecida para la Avenida de Mayo, hasta la década de 1980, cuando se construyó el edificio actual (arquitectos Korn y Lopatín).
Se transformó en un centro de payadores y cantores exitoso, y con los años se sumaron espectáculos públicos y de café concert. También, además de los payadores y guitarreros, tocaban orquestas típicas.
En muchas oportunidades su público era tanto que no alcanzaban las mesas, y la gente se amontonaba en los espacios libres y llegaba a escuchar desde la calle, porque hasta las moscas se extasiaban cuando los payadores comenzaban a cantar. 
El Parque Goal cerró a fines del año 1930.

### Payadores notables
Los primeros cantantes del Parque Goal fueron los payadores Tomás Davantés, Juan A. Martínez  y Antonio Caggiano. Otros célebres fueron Generoso D'Amato, Luis Acosta García, Ambrosio Ríos, Enrique Boris, Pedro Garay, Francisco N. Bianco , el uruguayo Antonio Anselmi  y Juan Pedro López.